# Paul Hofhaimer
Paul Hofhaimer (né à Radstadt, près de Salzbourg, le 25 janvier 1459 - mort à Salzbourg en 1537) est un compositeur et organiste autrichien. Il fut en son temps, avec Heinrich Isaac, un des rares compositeurs de langue allemande à avoir une réputation hors des pays germaniques.

## Biographie

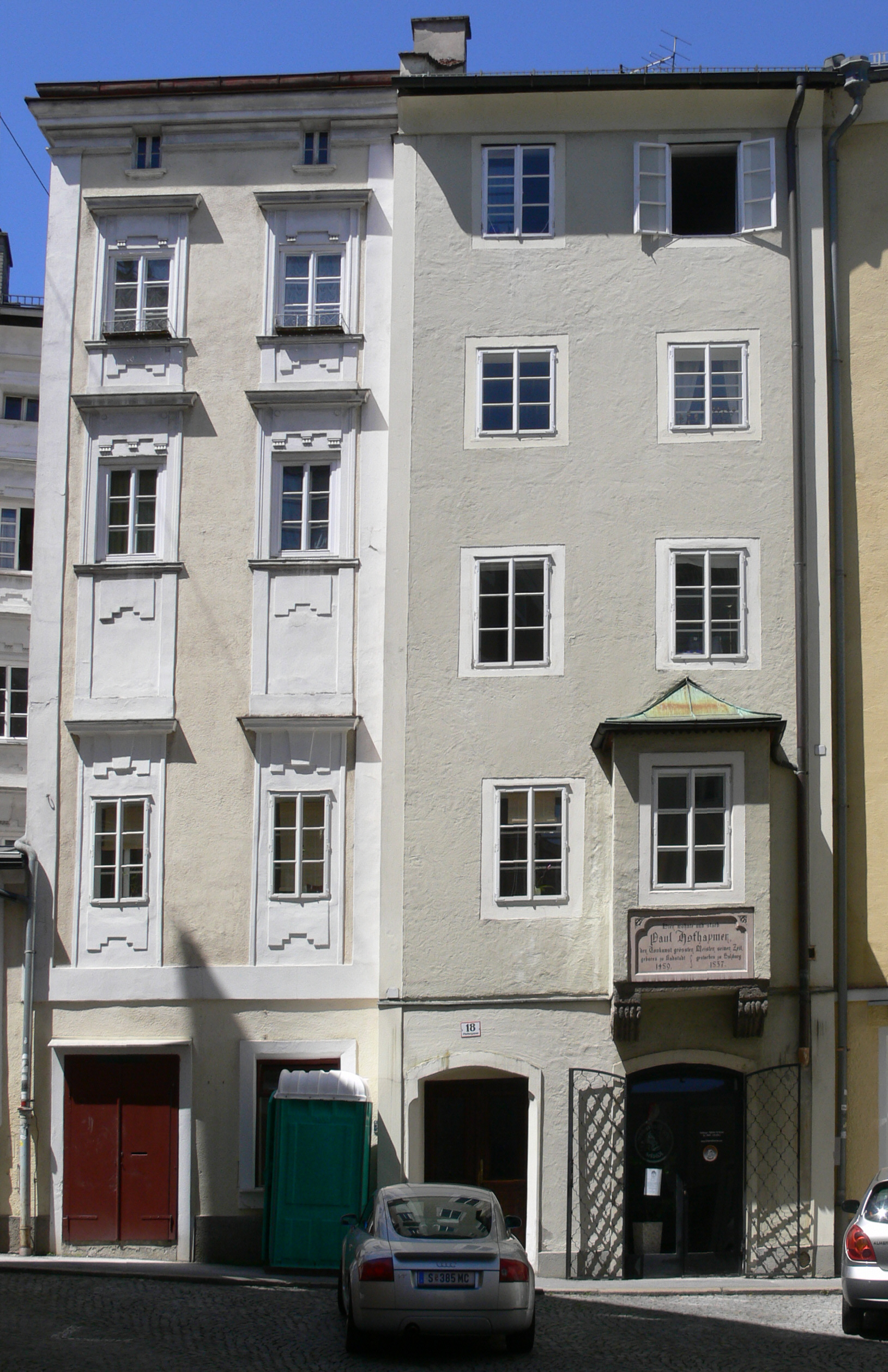
Façade à Salzbourg avec une plaque indiquant que le compositeur y a vécu. Pfeifergasse, 18.

Il a vécu successivement à Salzbourg, Innsbruck, Vienne et Augsbourg. Il a servi plusieurs maîtres dont l'empereur Maximilien Ier, qui l'a nommé organiste à la cour.
Compositeur prolifique, notamment pour l'orgue, peu d'œuvres ont été conservées de lui. Celles qui subsistent sont principalement des chansons de langue allemande à plusieurs voix composées pour le clavier ou le luth. La grande quantité des copies retrouvées en différents lieux de l'Europe atteste néanmoins de la réputation qui fut la sienne à l'époque de la Renaissance.
Il eut aussi une activité d'enseignant et forma ainsi de nombreux organistes. Ainsi ses élèves se surnommèrent "Paulomimes", c'est-à-dire les imitateurs de Paul, parmi lesquels Buchner, Kotter, Sicher et Kleber. Dans les pays germaniques il est considéré à l'instar de son contemporain Arnold Schlick comme un des pères de la musique d'orgue, leur succéderont à la période baroque différentes écoles allemandes d'orgue.